# Glenn Brown
Glenn Brown (Hexham, 1966–) angol festő, akit Turner-díjra jelöltek 2000-ben. A kilencvenes évek elején a művészeti életbe berobbant Young British Artists (yBa) fiatal brit művészgeneráció tagja, munkái a nemzetközi műkereskedelem legkeresettebb alkotásai közé tartoznak. Jelenleg is Londonban él és dolgozik.

## Stílusa
Glenn Brown művészete, ikonográfiája mélyen gyökerezik a történelemben. Alkotásaiban újra és újra utalásokat tesz régi vagy modern, ismert vagy ismeretlen mesterekre – idézi vagy kigúnyolja őket. Brown megkérdőjelezi a szerzői művek eredetiségének követelményét és gyakran másol klasszikus képeket, így pl. Fragonard, Rembrandt vagy Dali képeit. A Dali alapítvány az 1990-es években be is perelte Glenn Brownt.
Brown festményeinek felszíne egyöntetűen sima. Jellemző a tipikus trompe l’oeil illúzió (ejtsd tromplöj), szó szerinti jelentése: a szemet becsapó) viharosság, mely egy festői alkalmazás.
Korokat, stílusokat, műfajokat, előadásmódokat kever munkáiban.

## Viták művei körül
Volt néhány jogvitája a 2000-es Turner-díj kiállításon, ahol az egyik képét az 1973-as Tony Roberts sci-fi illusztrációhoz, a Double Star-hoz hasonlították. A festő egyszerűen csak más technikát, szórópisztolyt használt. A művészettörténeti kánonjába már régen befogadott műveket újított fel a mai, inkább a populáris kultúrából ismert módszerrel. Elhagyta az eredeti műveket hitelesítő festői kézjegyet, sterilizálta az előadásmódot, a képeknél lemondott az érzéki anyagkezelésről. Ennek ellenére, vagy éppen ezért a hatalmas vászon az egyik legcsodáltabb mű volt a Turner kiállításon, a Londonban levő Tate Galériában. [forrás?]

## Kiállításai
- Számos kiállítása volt Európában és az Egyesült Államokban.
- Magyarországon 2010. február 6. és április 11. között volt kiállítása a budapesti Ludwig Múzeum – Kortárs Művészeti Múzeumban.

## Műveiből
- Ariane 5 (1997, olaj, vászon, táblára kasírozva, 91 x 72 cm)
- Böcklin sírja (Böcklni's Tomb) (Chriss Foss 1981-es "Floating Cities"" - Lebegő városok című művének másolata, 1998, olaj, vászon, 221 x 330 cm)

## Külső hivatkozások
- Winkler Nóra: Ez a kisfiú már értelemszerűen halott, de most mégis itt kering velünk... (magyar nyelven). Artmagazin. [2016. március 4-i dátummal az eredetiből archiválva]. (Hozzáférés: 2014. szeptember 18.)
- Valuska László: A nagy maszturbátortól Dalíig és Picassóig (magyar nyelven). index.hu, 2010. február 20. (Hozzáférés: 2014. szeptember 18.)
- Hajdu István: Kiállítás - Handmade nihilizmus - Glenn Brown (magyar nyelven). Magyar Narancs, 2010. április 8. (Hozzáférés: 2014. szeptember 18.)
- Három dimenziós képek - Glenn Brown kiállítása (magyar nyelven). hvg.hu, 2010. február 20. (Hozzáférés: 2014. február 5.)
- Újraértelmezett eredetiség - Glenn Brown (magyar nyelven). est.hu. (Hozzáférés: 2014. szeptember 18.)